# Соларис (филм из 2002)
Соларис (енгл. Solaris) је амерички научнофантастични филм из 2002. године, редитеља Стивена Содерберга према истоименом роману Станислава Лема.

## Радња
Психолог Крис Келвин лети до свемирске станице која кружи у близини планете Соларис. На станици су научници који дуго нису били у контакту. Келвин треба да сазна шта се тачно догодило на станици и да ли је могуће наставити научно проучавање планете.
Стигавши на станицу, сазнаје да је већина посаде, а међу њима и његов стари пријатељ Гибарјан, извршила самоубиство или нестала, а двојица преосталих научника очигледно су полудели. Келвин ноћу схвата да се на станици заиста дешавају чудне ствари: његова давно мртва жена Реја се појављује у његовој кабини. Келвин не верује шта се дешава и превари је у шатл и шаље у свемир. Али ускоро се Реа поново појављује, али сада се не сећа свог претходног изгледа. Гордон и Сноу говоре Келвину о мистериозним "гостима" који долазе ноћу док спавају. Претпоставља се да је живи океан Солариса умешан у ово.
Гордон предлаже начин да се "гости" униште. Али Келвин је против тога, јер је постао веома везан за лажну Реју. Игром случаја, копија сазнаје за своје право порекло и покушава да изврши самоубиство пијући течни кисеоник, али безуспешно. На крају, Реја, тајно од Келвина, добровољно одлази у уништење. Гордон има потешкоћа да увери Келвина. Након тога проналазе Сноуово тело, а научникова копија открива његов идентитет. Али испоставило се да Соларис брзо повећава масу, а станица пада на планету. Гордон бежи шатлом, али Келвин остаје. Чини се да се станица урушава.
Крис се нађе код куће, где посече прст, као и пре лета, али посекотина одмах зарасте. После тога види Реју.

## Улоге
| Глумац          | Улога             |
| --------------- | ----------------- |
| Џорџ Клуни      | Крис Келвин       |
| Наташа Макелхон | Реја              |
| Вајола Дејвис   | Гордон            |
| Џереми Дејвис   | Сноу              |
| Улрих Тукур     | Гибарјан, научник |
| Џон Чо          | агент ДБА         |